# 岩国藩

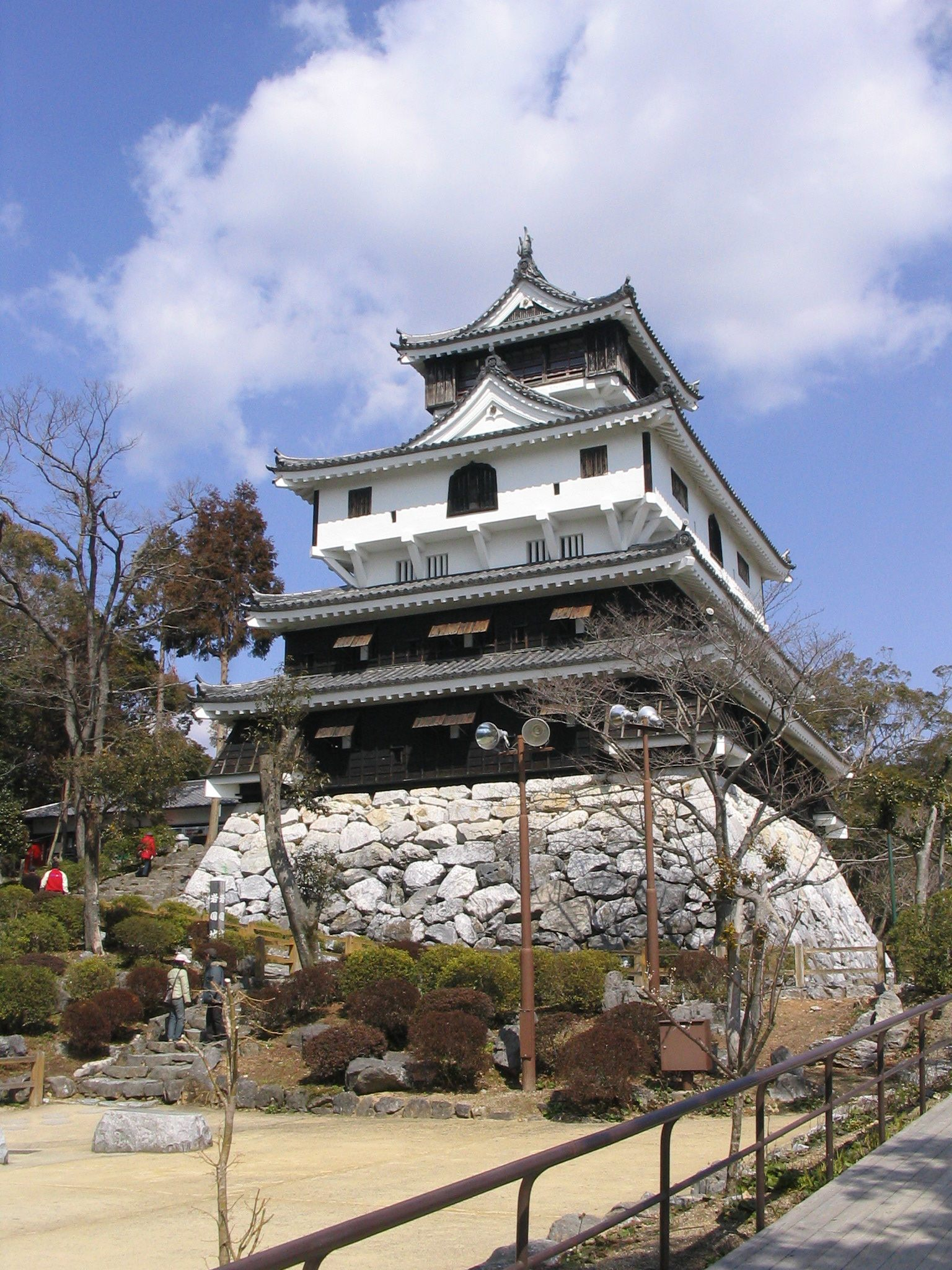
岩国城天守閣（復元）

岩国藩（いわくにはん）は、周防国大島郡の一部（鳴門村・神代村）および玖珂郡南部を領地とした藩。藩庁は岩国陣屋（現在の山口県岩国市）。江戸時代を通じて長州藩毛利家一門の吉川家が領主だったため、吉川藩（きっかわはん）という通称もある。
長州藩の支藩とみなされるが、長州藩では幕府に岩国領（いわくにりょう）を支藩とする届けを出しておらず、吉川家は毛利家の家臣であり、徳川家の陪臣であるによって諸侯に非ず（大名ではない）と主張していた。その一方で幕府からは3万石の外様大名格として扱われるという、極めて変則的な存在が江戸時代を通じて続いた。正式に岩国藩が認められたのは、大政奉還後の慶応4年（1868年）3月、新政府によってのことである。
以下では、前身である岩国領の時代から併せて記述する。

## 沿革
毛利元就の次男吉川元春を祖とし、元春の長男吉川元長と続いて、元長没後に元春の三男吉川広家が初代領主となる。石高は当初表高3万石だったが、寛永11年（1634年）、毛利家からの独立を画策して内高である6万石を公称し、幕府からもこれを認められた。

### 吉川広家の入封と岩国領の地位
慶長5年（1600年）、関ヶ原の戦いで広家は東軍方に内通し、毛利勢の動きを封じ、関ヶ原の戦いに参加させなかった。当初、黒田長政を通じて徳川家康より所領安堵の密約を取りつけていたが、戦後家康は大坂における毛利輝元の行為を理由として毛利家を取り潰し、吉川家を取り立てようとした。これに対して広家は事態収拾のために奔走し、結果として毛利家は改易は免れたものの、安芸国ほか山陽山陰8か国の大大名から長門国・周防国2カ国の国持ち大名クラスへと大幅に減封された。
広家は豊臣時代には出雲国富田で14万石を領していたが、毛利宗家が112万石から29万8千石余（慶長15年（1610年）に検地後、幕閣の了解を得て36万9千石に高直し）に減封されたのに伴い、毛利輝元より東の守りとして、岩国に3万石（長州藩の内高に含まれる）を与えられた。広家は同年（1600年）、岩国へ着任した。
その後、毛利宗家の歴代当主は吉川家当主を陪臣として扱い、将軍に直接御目見することを許さなかった。しかし幕府からは外様大名格として扱われ、参勤交代の義務を負い、当初は居城の築城許可まで与えられていた。ただし伺候席は定められておらず、従五位下の叙位もなかったため、守名乗りもできないという、極めて変則的な状態が江戸時代を通じて続くこととなった。これについては、元々輝元の養嗣子でありながら、輝元の嫡子誕生によって豊臣政権から分知を認められ大名としての資格を得ており、宗家継承権も有していた毛利秀元の長府藩や、輝元の実子である毛利就隆の徳山藩の両藩と、輝元の従兄弟である広家との血縁の親疎を考えた場合、輝元の子を祖とする長府・徳山と庶家の1つでしかない岩国の間に処遇の違いが発生する余地はあり、岩国藩吉川家が冷遇されたというより長府藩毛利家の家格が上昇したと見た方が適切という説がある。

### 岩国領の経営

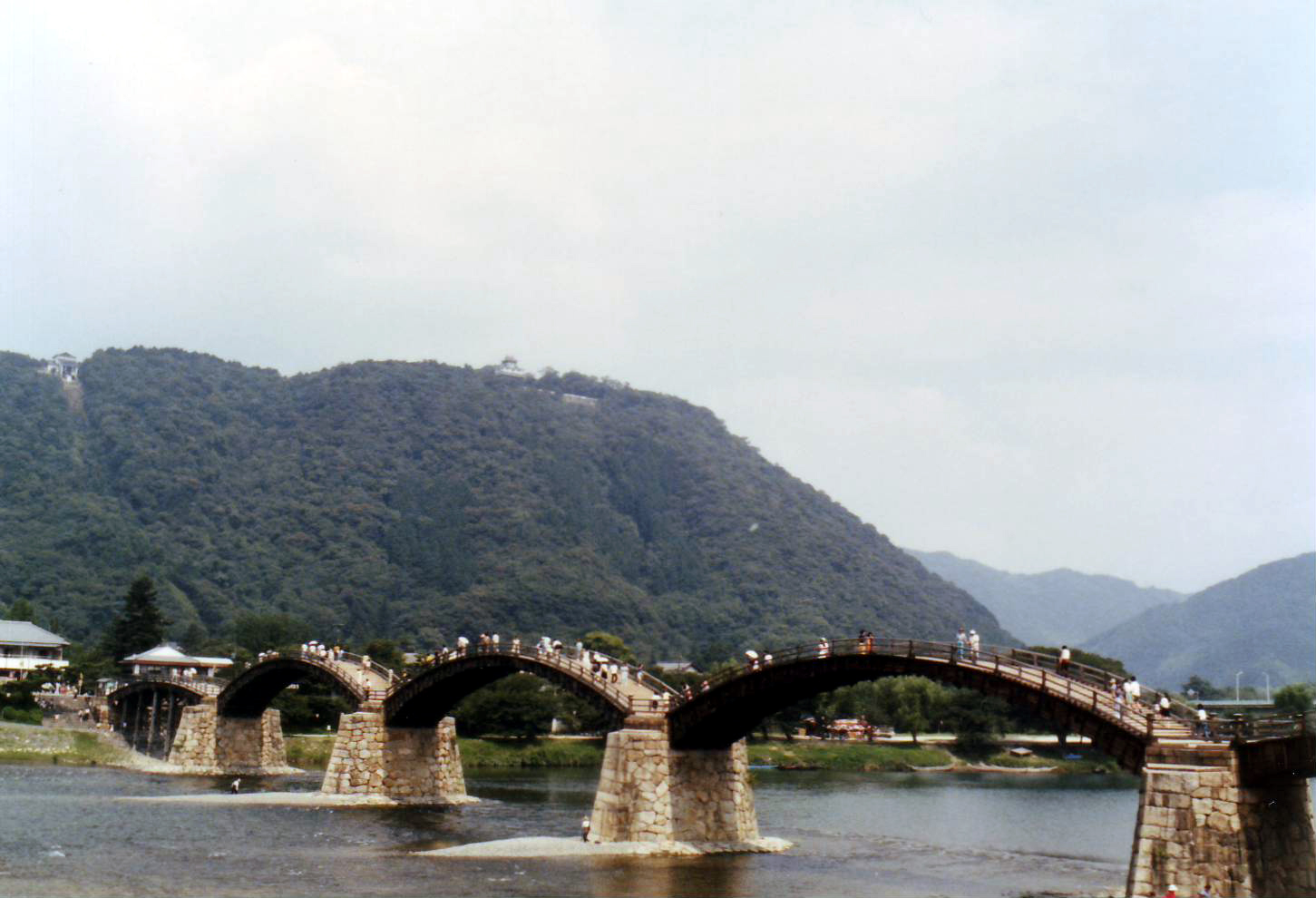
錦帯橋と岩国城山。

初代当主・広家によって岩国吉川家の基礎は固められた。しかし寛永2年（1625年）に広家が没すると、子の第2代当主・吉川広正が親政を行ない、寛永11年（1634年）には本家の長州藩主・毛利秀就と不仲になった長府藩主・秀元と共に本家から独立しようとしたが、失敗に終わった。広正は製紙業を起こし、寛永17年（1640年）には紙を専売化している。
第3代当主・吉川広嘉のとき、文化事業に尽力し延宝元年（1673年）に有名な錦帯橋が完成している。第4代当主・吉川広紀も藩営による干拓事業の拡張を行い、岩国領は全盛期を迎えた。だが、これが財政難で苦しむ本家長州藩の妬みを買い、本家と対立するようになっていった。
第5代当主・吉川広逵と第6代当主・吉川経永の時代には家格問題が絡まって本家と対立し、さらに岩国内部でも家臣団の対立が起こっている。第7代当主・吉川経倫の時代になると、正式な大名に列するための運動や凶作により財政が悪化、製紙業の生産高も半減し倹約が励行されるようになった。寛政年間（1789年 - 1801年）より財政再建に着手し、天保年間（1830年 - 1844年）には一通りの成功をみた。
第8代当主・吉川経忠は財政での改革に失敗、次の第10代当主・吉川経礼は干拓事業などを行なって財政改革に成功を収めた。

### 幕末から立藩・廃藩まで
幕末にあっては、三士と呼ばれる東沢瀉、栗栖天山、南部五竹の尊王活動はあったが、藩自体は佐幕的態度を示していた。元治元年（1864年）から慶応元年（1865年）にかけての2度にわたる長州征討に際しては、第12代当主・吉川経幹が長州藩と幕府の間に立って周旋を行い、幕府方の派兵の延期を取り付けたものの、高杉晋作などのようにこれを宗家である長州藩への背信行為と見なした長州藩士もおり、この戦争で功績のあった清末藩に岩国領を加増すればよいとまで言われた。しかし四境戦争においては芸州口で幕府軍と交戦し、これを撃破することに貢献した。
経幹は慶応3年（1867年）3月20日に死去するが、毛利敬親の命令でその死が隠された。大政奉還後の慶応4年（1868年）3月13日、新政府によって岩国藩は独立した藩として正式に認められた。経幹は生存しているものとして城主格兼正式な藩主として認められ、岩国藩初代藩主となった。経幹は明治元年12月28日（1869年2月9日）に長男の経健に家督を譲って隠居した形となった。
明治4年（1871年）7月14日、廃藩置県により岩国県となり、同年11月15日に山口県に編入された。
吉川家は明治2年に華族に列し、明治17年（1884年）の華族令で子爵に叙せられた。

## 歴代当主

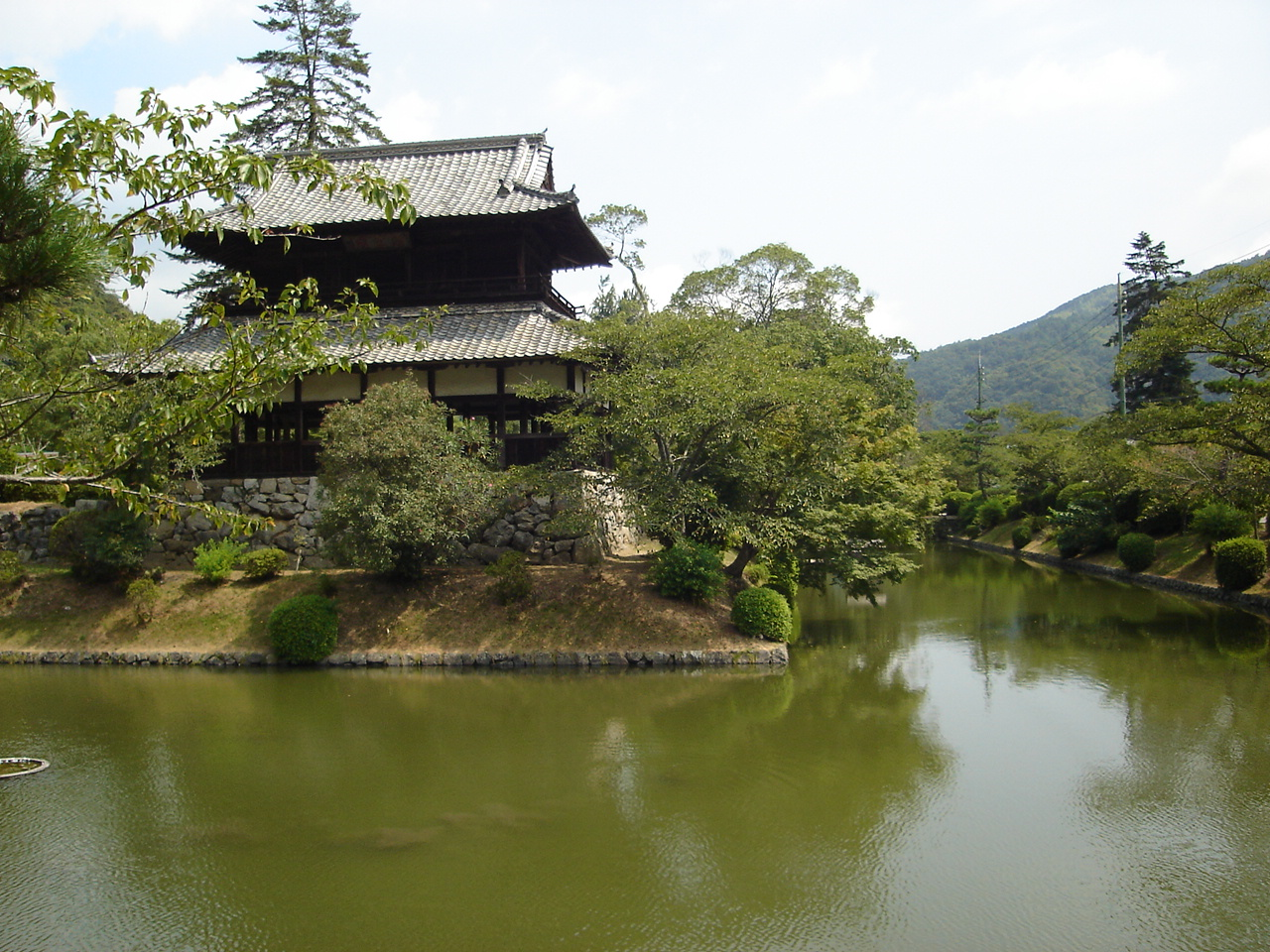
「土居」跡に建つ錦雲閣と水堀

吉川家
3万石 → 6万石
1. 元春
2. 元長
3. 広家
4. 広正
5. 広嘉
6. 広紀
7. 広逵
8. 経永
9. 経倫
10. 経忠
11. 経賢
12. 経礼
13. 経章
14. 初代藩主 経幹
15. 経健

## 当代当主　第32代
1. 吉川重幹

## 岩国藩の人物
- 有坂長次
- 有坂成章
- 井上光
- 今田束
- 宇都宮遯庵
- 江木千之
- 江木衷
- 大谷靖
- 岡研介
- 沖原光孚
- 香川景晃
- 香川景継（宣阿）
- 香川正矩
- 片山久安
- 河上謹一
- 吉川重吉
- 吉川就紀
- 熊谷直好
- 栗栖天山
- 田中稲城
- 田中穂積
- 玉乃世履
- 独立性易
- 南部五竹
- 長谷川好道
- 東沢瀉
- 福原範輔
- 藤岡市助
- 宮庄親輔
- 三吉正一
- 山県長茂

## 幕末の領地
- 周防国
  - 大島郡のうち - 2村
  - 玖珂郡のうち - 84村